# Traversée du Delaware par George Washington
Ne pas confondre avec le tableau relatant l’évènement Washington Crossing the Delaware.
Guerre d'indépendance des États-Unis
Batailles
- Long Island
- Kips Bay
- Harlem Heights
- Pell's Point
- White Plains
- Fort Washington
- Embuscade de Geary (en)
- Iron Works Hill
- Traversée du Delaware par George Washington
- Trenton
- Assunpink Creek
- Princeton
- Guerre du fourrage (en)
- Millstone

La traversée du Delaware par George Washington, est un événement historique qui se déroule dans la nuit du 25 au 26 décembre 1776, pendant la guerre d'indépendance des États-Unis. Cette traversée est le prélude à l'attaque surprise organisée par George Washington contre les mercenaires allemands (les « Hessois ») à Trenton. Washington mène une colonne de l'Armée continentale à travers le fleuve Delaware alors gelé, dans une opération logistique difficile et dangereuse. Prises par surprise, les troupes de Johann Rall sont vaincues. L'Armée continentale retraverse le fleuve en direction de la Pennsylvanie, chargée de prisonniers et des matériels militaires prises aux Allemands.
L'armée de Washington traverse le fleuve une troisième fois à la fin de l'année, dans des conditions rendues plus difficiles encore par l'épaisseur de la glace incertaine. Elle vainc les renforts britanniques de Lord Cornwallis envoyés à Trenton le 2 janvier 1777 lors de la bataille d'Assunpink Creek, puis elle bat son arrière-garde à Princeton le 3 janvier, avant de se replier dans ses quartiers d'hiver à Morristown (New Jersey).
Les communautés de Washington Crossing (Pennsylvanie) et Washington Crossing, New Jersey (en) sont nommées en l'honneur de cet événement.

## Contexte
Alors que 1776 commence bien pour la cause américaine avec l'évacuation des troupes britanniques de Boston en mars, la défense de New York se déroule très mal. Le général britannique William Howe débarque des troupes à Long Island en août et repousse complètement à la mi-novembre l'Armée continentale de George Washington hors de l'État de New York et capture les troupes restantes à Manhattan. Les principales troupes britanniques retournent à New York pour prendre leur quartiers d'hiver et laissent des troupes Hessoises dans le New Jersey. Ces troupes sont sous le commandement du colonel Rall et du colonel Von Donop. Ces derniers reçoivent l'ordre de se rendre dans de petits avant-postes à Trenton et dans les environs. Howe envoie ensuite des troupes sous le commandement de Charles Cornwallis à travers le fleuve Hudson afin de chasser Washington à travers le New Jersey,.
L'armée de Washington se rétrécit, en raison de l'expiration des enrôlements et des désertions, et souffre d'un mauvais moral, en raison des défaites dans la région de New York. La majeure partie de l'armée de Washington traverse le fleuve Delaware en Pennsylvanie au nord de Trenton, et détruit ou déplace vers la rive ouest tous les bateaux sur plusieurs kilomètres dans les deux sens. Cornwallis (sous le commandement de Howe), plutôt que d'essayer de poursuivre immédiatement Washington, établit une chaîne d'avant-postes du Nouveau-Brunswick à Burlington, dont un à Bordentown et un à Trenton, et ordonne à ses troupes de prendre leurs quartiers d'hiver. C'est le moment pour les généraux Britanniques de se regrouper, de réapprovisionner et d'élaborer des stratégies pour la reprise de la campagne au printemps suivant.

## L'armée de Washington

### L'arrivée à McKonkey's Ferry

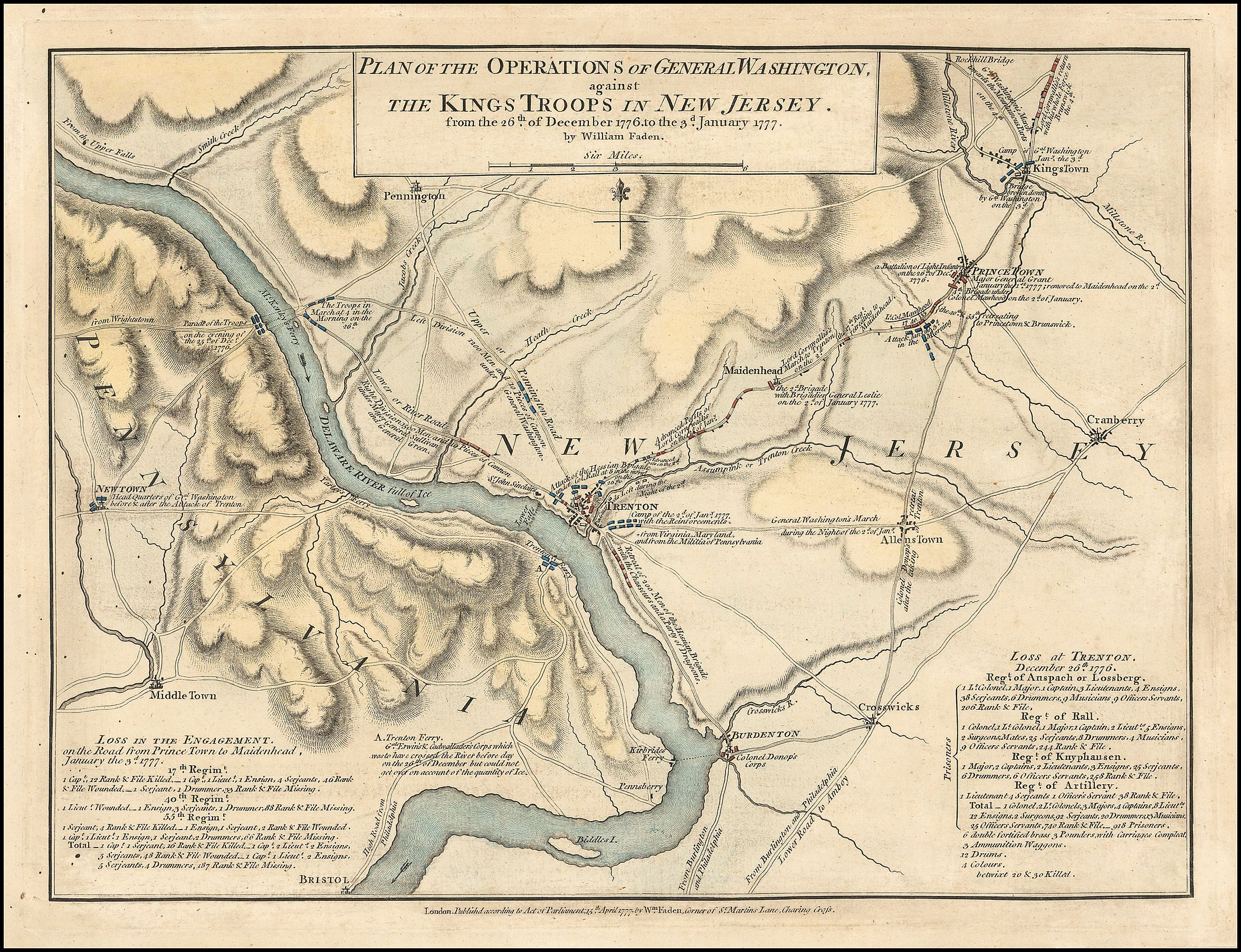
Carte de la région du Delaware représentant la route de George Washington (par)

Washington fait camper son armée près de McKonkey's Ferry, non loin du site de la traversée. Alors que Washington prend d'abord ses quartiers de l'autre côté de la rivière, il déménage son quartier général le 15 décembre dans la maison de William Keith (en) afin de demeurer plus proche de ses forces. Les combats à Fort Lee (en) ont fait payer un lourd tribut aux Patriotes. Lors de l'évacuation du fort, ils ont été forcés de laisser derrière eux d'importantes quantités d'approvisionnements et de munitions. Beaucoup de soldats ont été tués ou faits prisonniers et le moral des troupes restantes est bas.
Lorsque l'armée de Washington arrive à McKonkey's Ferry, Washington dispose de quatre à six mille hommes, bien que 1 700 soldats soient inaptes à l'action et nécessitent des soins hospitaliers. Dans sa retraite à travers le New Jersey, Washington a perdu des approvisionnements précieux, ainsi que le contact avec deux divisions importantes de son armée : celle du général Horatio Gates située dans la vallée de l'Hudson (en) et celle du général Charles Lee localisée dans l'ouest du New Jersey avec 2 000 hommes. Washington ordonne aux deux généraux de le rejoindre, mais Gates est retardé par de fortes averses en route, et Lee, qui n'a pas une haute opinion de Washington, tarde à suivre les ordres, préférant rester sur le flanc britannique près de Morristown dans le New Jersey,.
D'autres problèmes affectent la quantité et la qualité de ses forces. Plusieurs périodes d'engagement de ses hommes arrivent à expiration avant Noël et de nombreux soldats sont enclins à quitter l'armée à la fin de leur engagement et certains hommes désertent avant même la fin de leur période de service. Des forces réduites, la série de batailles perdues, la perte de New York, la retraite de l'armée et le Second Congrès continental à Philadelphie laissent donc beaucoup d'Américains dans le doute quant aux chances de gagner la guerre. Mais Washington persiste. Il réussit à s'approvisionner en fournitures et envoie des hommes pour recruter de nouveaux soldats ; recrutement facilité par les mauvais traitements infligés aux habitants du New Jersey et de la Pennsylvanie par les Britanniques et les Hessois.

### Publication de«The American Crisis»

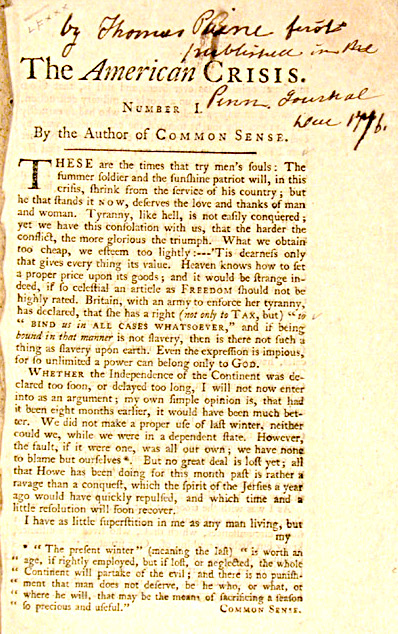
Première page de The American Crisis de Paine.

Le moral des forces patriotes reprend de la vigueur le 19 décembre avec la publication d'un nouveau pamphlet intitulé « The American Crisis » (en) écrit par Thomas Paine, l'auteur du Sens commun, texte qui a déjà contribué à la naissance d'un sentiment national, :
« These are the times that try men's souls; the summer soldier and the sunshine patriot will, in this crisis, shrink from the service of his country; but he that stands it now, deserves the love and thanks of man and woman. Tyranny, like hell, is not easily conquered; yet we have this consolation with us, that the harder the conflict, the more glorious the triumph. »
— Thomas Paine, The American Crisis
Un jour après sa publication à Philadelphie, le général Washington ordonne la lecture du pamphlet à toutes ses troupes. Cette lecture redonne du courage aux soldats et favorise leur acceptation des conditions difficiles.

### Arrivée des renforts
Le 20 décembre, la division du général Lee composée de 2 000 soldats arrive finalement au camp de Washington sous le commandement du général John Sullivan. Le général Lee a été capturé par les Britanniques le 12 décembre, alors qu'il s'aventurait trop loin sans la protection de ses troupes à la recherche d'un logement plus confortable (ou, selon des rumeurs, de faveurs féminines). Plus tard le même jour, la division du général Gates arrive également au camp, réduite à 600 soldats à la suite des fins de périodes de service, et par la nécessité de maintenir la frontière nord en sécurité. Peu après, un autre millier de miliciens de Philadelphie, sous la direction du colonel John Cadwalader, rejoignent Washington.
Avec ces renforts et un petit nombre de volontaires locaux qui se sont joints à ses forces, les troupes de Washington totalisent alors environ 6 000 soldats aptes au service. Ce total est par la suite réduit d'une grande partie en raison des forces détachées pour garder les points de traversée à Bristol et New Hope en Pennsylvanie. Un autre groupe est envoyé à Newtown en Pennsylvanie, pour protéger le ravitaillement et garder les malades et les blessés qui ne sont pas en état de traverser le fleuve Delaware. Il reste donc à Washington environ 2 400 hommes capables de mener une offensive contre les troupes Hessoises et Britanniques dans le centre du New Jersey. Le moral des troupes est également favorisé par l'arrivée de provisions le 24 décembre, y compris des couvertures si nécessaires en cette période hivernale.

## Planification de l'attaque

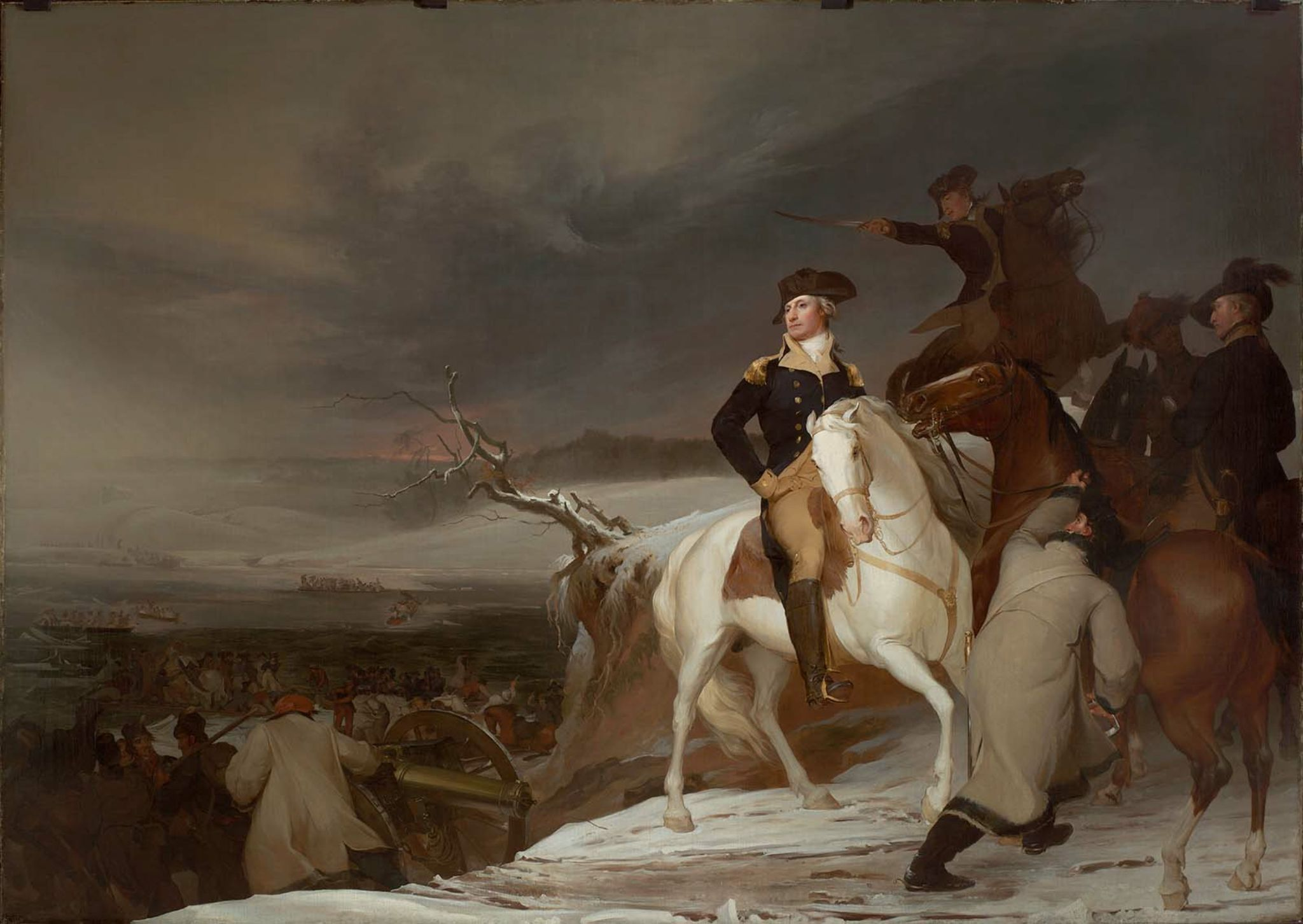
Représentation de la traversée par Thomas Sully, 1819.

Depuis son arrivée en Pennsylvanie, le général Washington envisage une sorte d'initiative audacieuse. Avec l'arrivée des forces de Sullivan et de Gates et l'afflux des compagnies de milice, il estime que le moment est enfin venu de passer à l'action. Il envisage d'abord une attaque contre les positions britanniques les plus au sud près de Mount Holly, où une milice s'est rassemblée. Il envoie son adjudant Joseph Reed (en) rencontrer Samuel Griffin (en), le commandant de la milice. Reed arrive à Mount Holly le 22 décembre, trouve Griffin malade et ses hommes en relativement mauvais état, mais tout de même prêts à faire une sorte de diversion,. Les renseignements recueillis par Reed et d'autres amènent Washington à abandonner l'idée d'attaquer Mount Holly, préférant plutôt cibler la garnison de Trenton. Il annonce cette décision à son état-major le 23 décembre, précisant que l'attaque aurait lieu juste avant l'aube du 26 décembre.
Le plan final de Washington prévoit trois traversées, avec ses troupes, le plus grand contingent, pour mener l'attaque contre Trenton. Une deuxième colonne sous le commandement du lieutenant-colonel John Cadwalader doit traverser à Dunk's Ferry, près de Bristol, en Pennsylvanie, et créer une diversion vers le sud. Une troisième colonne sous les ordres du brigadier-général James Ewing (en) doit traverser à Trenton Ferry et tenir le pont au-dessus de la rivière Assunpink Creek (en), juste au sud de Trenton, afin d'empêcher l'ennemi de s'échapper par cette route. Une fois Trenton sécurisée, l'armée combinée doit manœuvrer contre les postes britanniques à Princeton et au Nouveau-Brunswick. Un temps envisagé, un quatrième passage, effectué par des hommes fournis par le général Israel Putnam pour aider Cadwalader, est finalement abandonné après que Putnam ait indiqué qu'il n'a pas suffisamment d'hommes aptes à l'opération.
Les préparatifs de l'attaque commencent le 23 décembre. Le 24 décembre, les bateaux utilisés pour amener l'armée à travers le Delaware sont descendus depuis Malta Island près de New Hope. Ils sont alors cachés derrière l'île Taylor, près de McKonkey's Ferry, le point de passage prévu par Washington alors que la sécurité est resserrée autour du point de passage. Une dernière réunion de planification se déroule ce même jour, en présence de tous les officiers généraux. Des ordres généraux sont émis par Washington le 25 décembre, décrivant les plans de l'opération.
Une grande variété d'embarcations est assemblées pour la traversée, principalement grâce au travail des miliciens des comtés environnants du New Jersey et de la Pennsylvanie, et à l'aide de la Pennsylvania Navy. Le capitaine Daniel Bray, ainsi que le capitaine Jacob Gearhart et le capitaine Jacob Ten Eyck, sont choisis par Washington pour superviser le transport de l'infanterie, de la cavalerie et de l'artillerie. En plus de grands ferrys utilisés pour le transport de l'artillerie et des chevaux, un grand nombre de Durham boat (en) à faible tirant d'eau et à grandes capacités sont chargés de transporter l'infanterie. Les bateaux sont pilotés par des hommes expérimentés notamment les hommes du Marblehead Regiment (en) de John Glover, une compagnie de marins expérimentés issue de Marblehead dans le Massachusetts), des marins, des dockers et des constructeurs navals de Philadelphie, ainsi que par des autochtones qui connaissent bien la rivière.

## Traversée

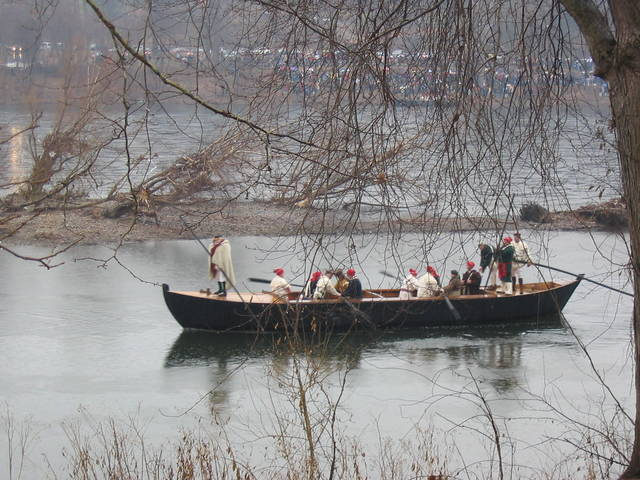
Reconstitution de la traversée avec un.

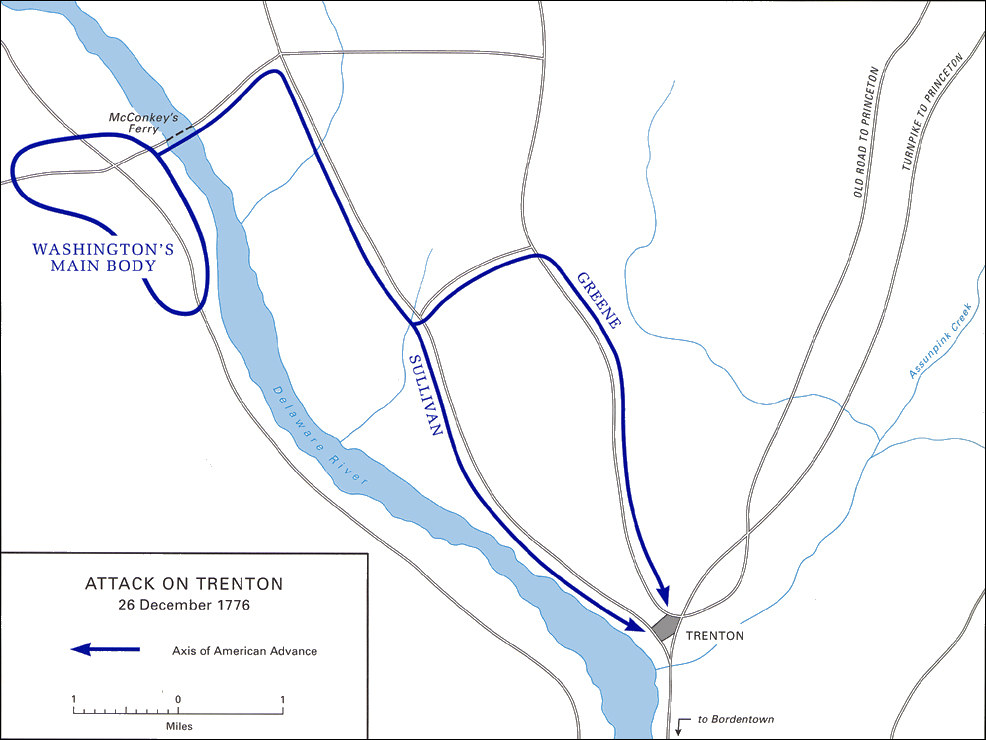
Mouvements des troupes de Washington depuis la traversée jusqu'à Trenton.

Le matin du 25 décembre, Washington ordonne à son armée de préparer trois jours de provision et ordonne à chaque soldat d'être équipé de silex neuf pour ses mousquets. Il s’inquiète aussi quelque peu des rapports de renseignements selon lesquels les Britanniques planifient leur propre traversée une fois le Delaware gelé. À 16 heures, les troupes reçoivent des munitions, et même les officiers et les musiciens reçoivent l'ordre de porter des mousquets ; on leur dit qu'ils partent en mission secrète. Les troupes quittent le campement pour le traversier de McKonkey en marchant à huit de front en formations rapprochées, et reçoivent l'ordre d'être aussi discrètes que possible. Le plan de Washington exige que la traversée commence dès qu'il fait assez sombre afin de masquer leurs déplacements sur le fleuve, mais la plupart des troupes n'atteignent le point de passage qu'à environ 18 heures, environ 90 minutes après le coucher du soleil. En cette fin de journée, le temps se dégrade progressivement, passant de la bruine à la pluie, au grésil et à la neige : « cela soufflait comme un ouragan », se souvient un soldat.
Washington confie la logistique du passage à son chef de l'artillerie, Henry Knox. En plus du passage d'un grand nombre de troupes dont la plupart ne savent pas nager, il doit transporter en toute sécurité des chevaux et dix-huit pièces d'artillerie à travers la rivière. Knox écrit que la traversée s'est faite « avec une difficulté presque infinie » et que le plus grand danger est la glace flottante sur la rivière qui se forme en raison de la présence d'un hivers particulièrement rude dû au petit Âge glaciaire,,,. Un observateur note que toute l'opération aurait très bien pu échouer sans « la voix de stentor du colonel Knox ».
Washington est parmi les premiers à franchir le fleuve, accompagnant les troupes de la Virginie dirigées par le général Adam Stephen (en). Ces premières troupes sont chargées de former une ligne de protection autour de la zone de débarquement dans le New Jersey, avec comme instruction stricte de ne laisser personne passer ; le mot d'ordre est « Victoire ou Mort ». Le reste de l'armée traverse sans incident significatif, bien que quelques hommes, dont le colonel John Haslet (en) du Delaware, tombent à l'eau. La quantité de glace sur le fleuve empêche l'artillerie de terminer la traversée avant 3 heures du matin le 26 décembre. Les troupes ne sont pas prêtes à marcher avant 4 heures du matin.
Les deux autres traversées se déroulent moins bien. Le mauvais temps et les embâcles de glace sur le fleuve empêchent le général Ewing d'essayer de traverser à proximité de Trenton. Le colonel Cadwalader fait traverser une partie importante de ses hommes vers le New Jersey, mais lorsqu'il découvre qu'il ne peut pas faire traverser son artillerie, il rappelle ses hommes déjà dans le New Jersey. Lorsqu'il reçoit des nouvelles de la victoire de Washington, il fait traverser à nouveau ses hommes mais se retire quand il apprend que Washington n'est pas resté dans le New Jersey.

## Bataille

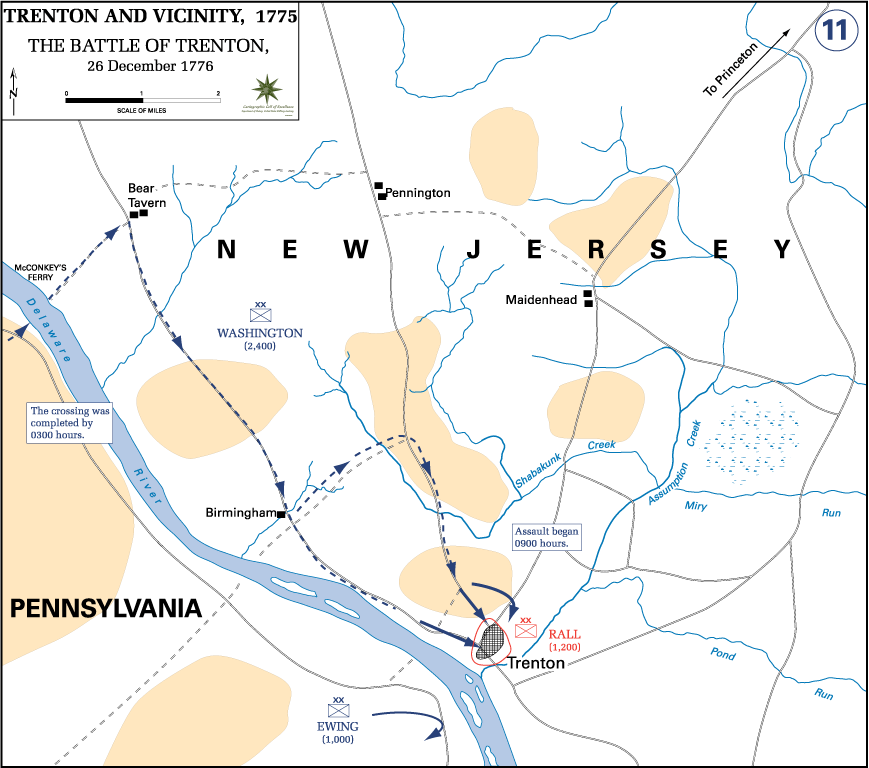
Carte de la bataille de Trenton.

Le matin du 26 décembre, dès que l'armée est prête, Washington ordonne qu'elle soit scindée en deux colonnes, l'une sous son commandement et celui du général Greene, la seconde sous celui du général Sullivan. La colonne de Sullivan prend la route (en) qui le longe au plus près le fleuve de Bear Tavern (en) à Trenton, tandis que la colonne de Washington suit Pennington Road (en), une route parallèle située à quelques kilomètres à l'intérieur des terres. Lors de la bataille, seuls trois Américains sont tués et six blessés, tandis que 22 Hessois sont tués et 98 blessés. Les Américains capturent 1 000 prisonniers et saisissent des mousquets, de la poudre et de l'artillerie,,.
Après la bataille, afin de retourner en Pennsylvanie, Washington doit exécuter une deuxième traversée qui est plus difficile que la première. Au lendemain de la bataille, les approvisionnements Hessois sont pillés et, malgré les ordres explicites de Washington pour leur destruction, des tonneaux de rhum confisqués sont ouverts par des soldats voulant célébrer leur victoire. En conséquence, un plus grand nombre de soldats, en particulier ceux en ayant consommé de l’alcool doivent être tirées des eaux glacées sur le passage de retour. Les Américains doivent également transporter un grand nombre de prisonniers de l'autre côté du fleuve tout en les gardant sous surveillance. Un Américain chargé de surveiller le passage des Hessois, remarque que ces derniers qui se tenaient dans l'eau glacée jusqu'aux genoux, avaient si froids que leurs mâchoires tremblaient,.
La victoire à Trenton a un effet revigorant sur le moral des troupes. Les soldats célèbrent la victoire, tandis que le rôle de leader de Washington est conforté, et le Congrès acquiert un regain d'enthousiasme pour la guerre.

## Troisième traversée

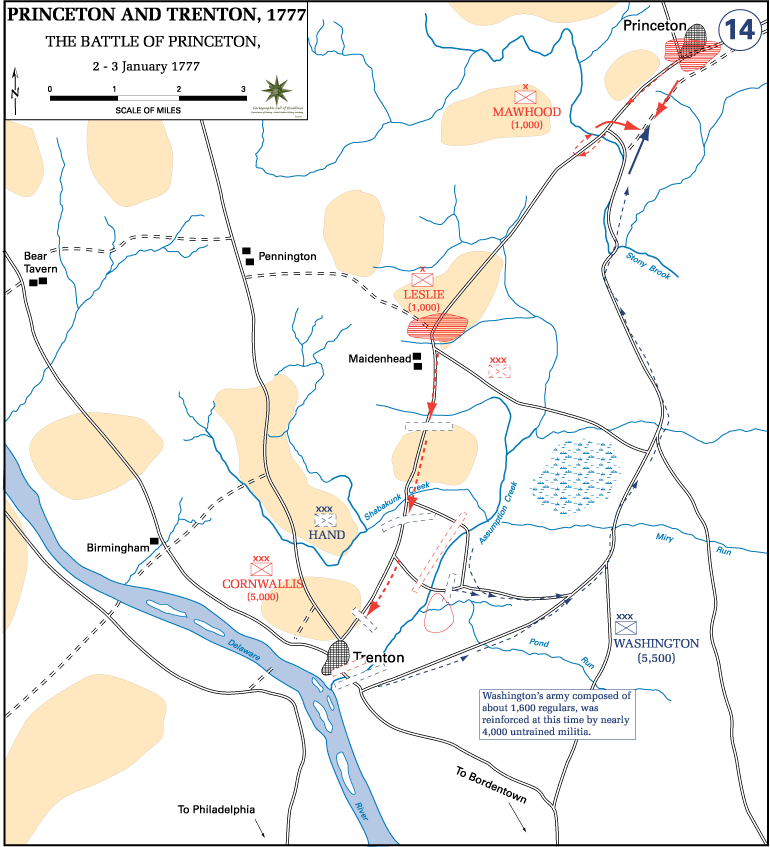
Carte de la bataille de Princeton.

Lors d'un conseil de guerre, le 27 décembre, Washington apprend que toutes les forces britanniques et hessoises se sont retirées jusqu'à Princeton, ce que Cadwalader avait appris lorsque sa compagnie de miliciens traversa la rivière ce matin-là. Dans sa lettre Cadwalader propose de chasser complètement les Britanniques de la région, ce qui amplifierait la victoire. Après de nombreux débats, le conseil décide de passer à l'action et prévoit un troisième passage du Delaware pour le 29 décembre. Le 28 décembre, il fait un froid glacial et il neige, mais le temps se dégage dans la nuit. Comme la majeure partie de l'armée est impliquée dans cette action, huit points de passage sont utilisés. Sur certains de ces points, la glace a gelé de 4 à 7 cm d'épaisseur ce qui permet aux soldats de traverser à pied. À d'autres passages, les conditions sont si mauvaises que les tentatives sont abandonnées pour la journée. Il faut attendre le réveillon du Nouvel An avant que l'armée et tous son équipement soit de retour au complet dans le New Jersey. 
La période d'enrôlement du régiment de John Glover ainsi que celle d'un grand nombre d'autres régiment arrive à son terme à la fin de l'année, et bon nombre de ces hommes veulent rentrer chez eux, où un commerce lucratif de corsaires les attend. Ce n'est qu'en offrant une prime à payer immédiatement à partir des coffres du Congrès à Philadelphie qu'un nombre important d'hommes acceptent finalement de rester six semaines de plus dans l'armée.
Après la traversée, Washington adopte une position fortifiée au sud de Trenton, le long de la rive sud de l'Assunpink Creek (en), une ligne qui s'étend de l'embouchure du ruisseau jusqu'à Philip's Mill. Depuis cette position, il repousse un assaut des Britanniques le 2 janvier 1777, qu'il poursuit avant d'obtenir une victoire décisive à Princeton le lendemain. Les jours suivants, les Britanniques se retirent au Nouveau-Brunswick et l'Armée continentale prend ses quartiers d'hiver à Morristown dans le New Jersey.

## Conséquences et héritage

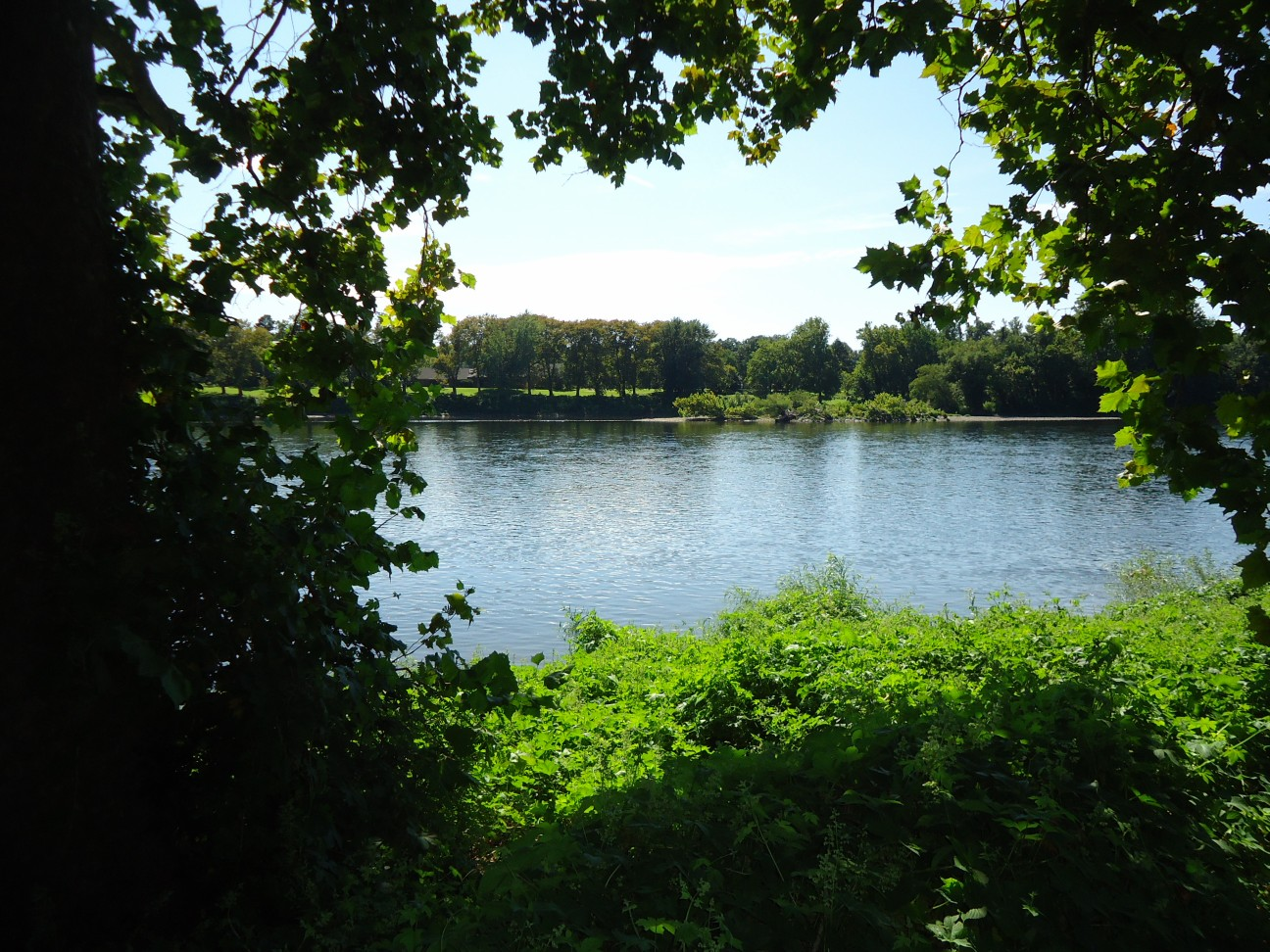
Site de la traversée, du côté du New Jersey, en regardant vers l'ouest et la Pennsylvanie à travers le fleuve Delaware.

Les Britanniques considèrent Trenton et Princeton comme des victoires américaines mineures, mais avec ces victoires, les Américains croient qu'ils peuvent gagner la guerre. Les historiens américains considèrent souvent la bataille de Princeton comme une grande victoire, au même titre que la bataille de Trenton, en raison de la perte de contrôle de la majeure partie du New Jersey par les forces de la Couronne. Un siècle plus tard, l'historien britannique George Trevelyan écrit dans une étude sur la révolution américaine, lorsqu'il parle de l'impact des victoires de Trenton et de Princeton à la suite de la traversée du Delaware par George Washington : « On peut douter qu'un si petit nombre d'hommes ait jamais employé un espace de temps aussi court avec des effets plus grands et plus durables sur l'histoire du monde ».
Au moment de la traversée, l'armée de Washington compte un grand nombre de personnes qui jouent un rôle important dans la formation et les débuts des États-Unis d'Amérique. Il s'agit notamment du futur président James Monroe, du futur juge en chef des États-Unis John Marshall, d'Alexander Hamilton, futur Secrétaire au Trésor des États-Unis et d'Arthur St. Clair, qui a par la suite été président du Congrès continental et gouverneur des Territoires du Nord-Ouest,.
Les sites des deux côtés de la rivière Delaware, où le passage a eu lieu sont préservés comme National Historic Landmark sous le nom de Washington's Crossing (en). En Pennsylvanie, à Washington Crossing, le site est protégé sous l’appellation de Washington Crossing Historic Park (en) et dans le New Jersey, le site est marqué par le Washington Crossing State Park (en),. Les deux zones sont reliées par le Washington Crossing Bridge (en).
En 1851, l'artiste Emanuel Leutze réalise le tableau intitulé Washington Crossing the Delaware (photo ci-dessus dans l'infobox), une représentation idéalisée et historiquement inexacte de la traversée. Des portraits fictifs de la traversée ont également été réalisés dans des films, dont le plus remarquable est sans doute The Crossing (film, 2000) (en), un téléfilm sortie en 2000 et mettant en vedette Jeff Daniels dans le rôle de George Washington. Le 19e épisode de la mini-série de la PBS Liberty's Kids: Est. 1776, intitulé Across The Delaware, relate la traversée, en commençant par l'évasion de l'espion de Washington John Honeyman (en). Le comédien Craig Anstett a raconté l'événement complètement ivre dans un épisode spécial de Noël de Drunk History de la chaîne Comedy Central.